# Cmentarz na Oruni
Cmentarz ewangelicki pw. Świętego Jerzego – nieistniejący ewangelicki cmentarz w gdańskiej Oruni.
Położony był między ul. Gościnną i ul. Żuławską. Przez środek cmentarza przebiega linia kolejowa Gdańsk-Warszawa, która dzieliła cmentarz na część starą i nową.

## Historia
Został założony w 1550 roku jako cmentarz parafialny wsi. Znajdował się niedaleko kościoła, na którego miejscu wybudowano w 1823 roku obecny kościół św. Jana Bosko. Znajdowały się na nim bogato zdobione stele z XVIII wieku. Został tu pochowany dziadek Artura Schopenhauera – Andrzej Schopenhauer. Ostatnie pochówki miały miejsce jeszcze podczas II wojny światowej.
W 1957 roku cmentarz został przeznaczony do likwidacji, w związku z pobliską budową osiedla bloków mieszkalnych. Większość nagrobków została zniszczona. Niektóre do lat 90. służyły za płyty chodnikowe i obramowania piaskownic.

### Obecnie
Obecnie jest to teren zielony ze starymi drzewami tworzącymi słabo widoczne alejki. Zachowała się podmurówka dawnego płotu cmentarnego przy ul. Gościnnej. Na terenie cmentarza położone są także pawilony handlowe i ośrodek zdrowia.
Obszar cmentarza wpisany jest do gminnej ewidencji zabytków.

## Zobacz też

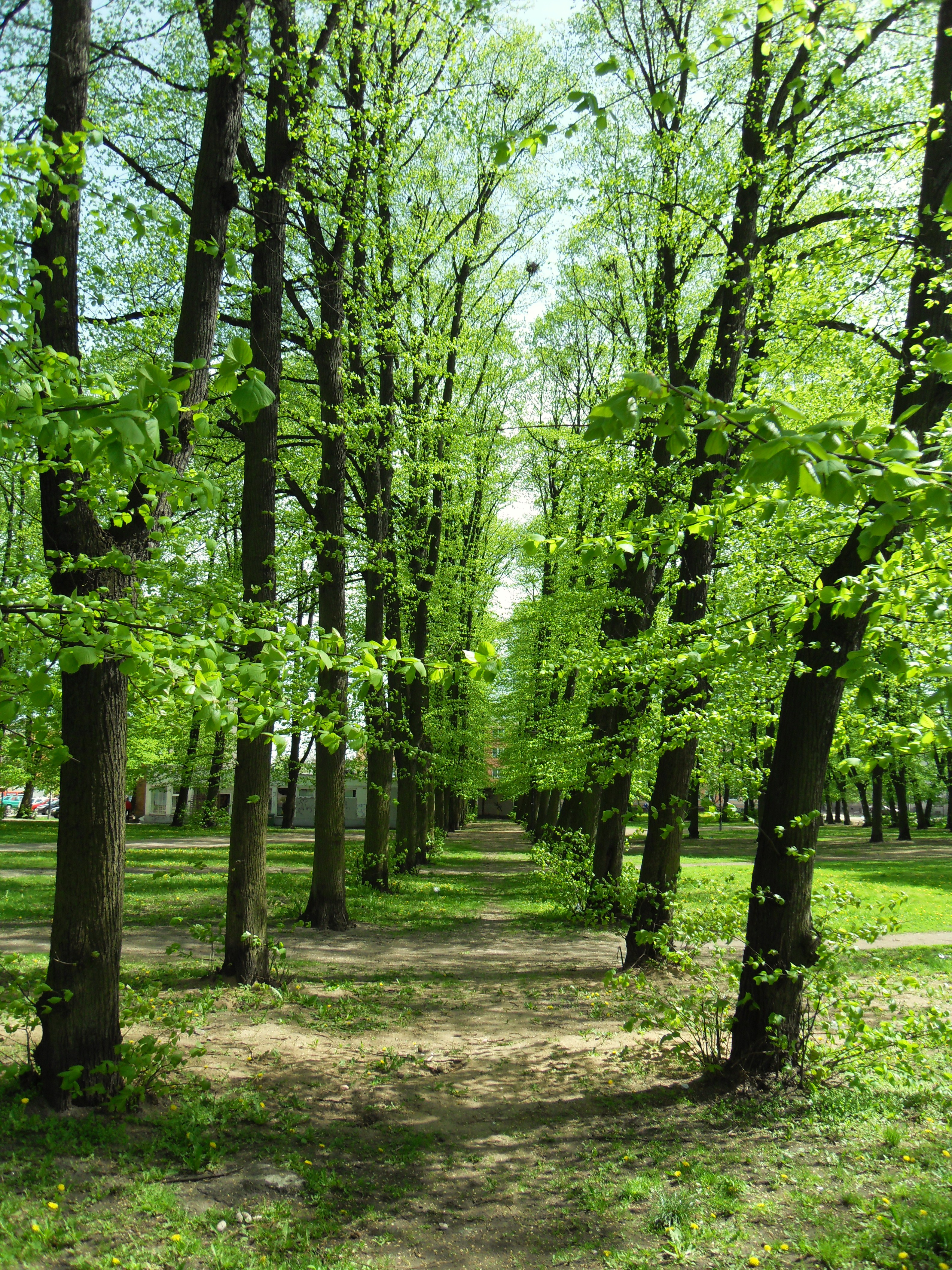
Część wschodnia cmentarza